# 小行星3867
小行星3867（英語：3867 Shiretoko）是一颗围绕太阳公转的小行星。1988年4月16日，箭内政之、渡邊和郎在北见发现了此天体。
这颗小行星的绝对星等为32.8656079478278等。